# جوردون لايتفوت
جوردون ميرديث لايتفوت الابن (ولد في 17 من نوفمبر 1938م) هو مطرب وكاتب أغاني كندي. حقق نجاحًا عالميًا في موسيقى الفلكلور والروك الشعبي وموسيقى الريف، وله الفضل في المساعدة في وضع تعريف موسيقى البوب الشعبي في ستينيات وسبعينيات القرن الماضي. ودائمًا ما يُشار إليه كأعظم كاتب أغاني في كندا أما عالميًا فهو يعتبر أسطورة الروك الشعبي.
ولقد حظيت أغاني لايتفوت في ستينيات القرن الماضي على التقدير العالمي، ومن ضمن تلك الأغاني «لأنك أحببتني» (For Lovin' Me)، و«مطر الصباح الباكر» (Early Morning Rain)، و«فاتني القطار» (Steel Rail Blues)، و«وشاح الظلام» (Ribbon of Darkness) — التي احتلت المركز الأول لقائمة أغاني الريف في الولايات المتحدة بصوت مارتي روبينز عام 1965م — كما نالت أغنية ستينيات القرن الماضي «يوم أسود في يوليو» (Black Day In July)، التي عبرت عن أعمال الشغب التي حدثت في ديترويت عام 1967م تقديرًا عالميًا. وحققت تسجيلاته أكبر نسبة مبيعات في كندا؛ ابتداءً من النجاح الساحق لأغنية «(تذكرني) أنا من تبحث عنه» ("(Remember Me) I'm the One")) في عام 1962. ولقد لاقت أغانيه إقبالاً عالميًا؛ فتصدرت قوائم الأعمال الموسيقية خاصةً في سبعينيات القرن الماضي، مثل «إذا كنت تستطيع قراءة أفكاري» (If You Could Read My Mind) (1970) (التي احتلت المركز الخامس في الولايات المتحدة)، أما المركز الأول فكان من نصيب كل من «الغروب» (Sundown) (1974)، و«طريق كارفري السريع (Carefree Highway)» (1974)، و«محبي المطر» (Rainy Day People) (1975)، وحازت أغنية «حطام ادموند فيتزجيرالد (The Wreck of the Edmund Fitzgerald)» (1976) على المركز الثاني.
ولقد حازت بعض ألبومات لايتفوت على الأسطوانة الذهبية وعدد من الأسطوانات البلاتينية؛ وذلك لاكتسابها مكانة عالمية. وقد قام أكثر فناني العالم شهرة بتسجيل أغانيه، ومن بينهم إلفيس بريسلي، وجوني كاش، وهانك وليامز الابن، وفرقة كينجستون الثلاثية، ومارتي روبينز، وجورج هاميلتون الرابع، وجيري لي لويس، وبوب ديلن، وجودي كولينز، وباربرا سترايساند، وجوني ماثس، وفيولا ويلز، وريتشي هافنز، وفرقة داندي وارهولز، وهاري بلافونت، وطوني رايس، وساندي داني (مع فرقة فوزرنغاي) (Fotheringay)، والأخوة كلانسي وتوم ماكم، وسكوت ووكر، وسارة ماكلوكلين، وجون ميلين كامب، وتوبي كيث، وبيتر، وبول، وماري، وغلن كامبل، وآن موراي، وفرقة روفرز الأيرلندية وأوليفيا نيوتن-جون.
أعلن روبي روبرتسون عضو فرقة ذا باند أنه يعتبر لايتفوت واحدًا من «كتاب الأغاني الكنديين المفضلين لديه وكنز وطني بدون أدنى شك.» ويشترك بوب ديلن - وهو أيضًا من محبي لايتفوت - مع روبرتسون في الرأي؛ فهو يراه واحدًا من كتاب الأغاني المفضلين لديه، ولقد أعرب عن تقديره لزميله كاتب الأغاني جوردن لايتفوت بقوله إنه عندما سمع أغنيته تمنى «لو استمرت إلى الأبد». ولقد تميز لايتفوت بأدائه الموسيقي البارز في مراسم افتتاح الألعاب الأولمبية الشتوية لسنة 1988 في مدينة كالغاري، ألبرتا. وحصل على شهادة الدكتوراه الفخرية في القانون (الآداب) عام 1979، وتقلد وسام الشرف الكندي—أسمى وسام يمنح للمدنيين في كندا — عام 2003. في 6 فبراير 2012، مُنح ميدالية اليوبيل الماسي للملكة إليزابيث الثانية المقدمة من الحاكم العام لمقاطعة أونتاريو.

## وصلات خارجية
- جوردون لايتفوت على موقع IMDb (الإنجليزية)
- جوردون لايتفوت على موقع الموسوعة البريطانية (الإنجليزية)
- جوردون لايتفوت على موقع ألو سيني (الفرنسية)
- جوردون لايتفوت على موقع ميوزك برينز (الإنجليزية)
- جوردون لايتفوت على موقع أول موفي (الإنجليزية)
- جوردون لايتفوت على موقع قاعدة بيانات الأفلام السويدية (السويدية)
- جوردون لايتفوت على موقع إن إن دي بي (الإنجليزية)
- جوردون لايتفوت على موقع أول ميوزيك (الإنجليزية)
- جوردون لايتفوت على موقع ديسكوغز (الإنجليزية)
- جوردون لايتفوت على موقع قاعدة بيانات الفيلم (الإنجليزية)